# Râul Racotiașu
Râul Racotiașu este un afluent al râului Homorodul Mare. 

## Hărți
- Harta județului Harghita